# A Daughter of the Woods
A Daughter of the Woods è un cortometraggio muto del 1916. Il nome del regista non viene riportato nei credit del film che, prodotto dalla Balboa Amusement Producing Company, aveva come interprete l'attrice Jackie Saunders.

## Produzione
Il film fu prodotto da E.D. Horkheimer e H.M. Horkheimer per la Knickerbocker Star Features (Balboa Amusement Producing Company). Venne girato a Long Beach, cittadina californiana dove la casa di produzione aveva la sua sede.

## Distribuzione
Distribuito dalla General Film Company, il film - un cortometraggio in tre bobine - uscì nelle sale cinematografiche statunitensi il 14 gennaio 1916.